# San Giorgio Maggiore (Nápoly)
A San Giorgio Maggiore templom Nápoly történelmi központjában.

## Története
Az első építmény ezen a helyen egy 4. századi őskeresztény templom volt Szent Severus tiszteletére. Mai nevét a 9. században kapta a mártírként meghalt Szent Györgyről. A hagyományok szerint a templom helyén a város lakossága egy csatát vívott a longobárdokkal, s a szent segítségével sikerült győzniük. Egy tűzvész során 1640-ben a templom nagy része elpusztult, de Cosimo Fanzago vezetésével újjáépítették. 1694-ben egy földrengés rongálta meg az épületet. Megmaradt gránitoszlopainak egy részét Fanzago ekkor a szomszédos Santa Maria degli Angeli alle Croci-templomba építette be. A 19. században a jobb oldali hajóját is elbontották a Via Duomo szélesítése érdekében.

## Leírása
A templom ma kéthajós, három kupolával. Az árkádjai az őskeresztény templom korinthoszi oszlopaira támaszkodnak, a szinte teljes épségben fennmaradt apszisa pedig építészeti ritkaság. Oltára alatt őrzik Szent Severus ereklyéit. Freskói Camillo Lionti, Francesco Peresi és Francesco Solimena nevéhez fűződnek.